# Youthanasia
Youthanasia ist das sechste Studioalbum der US-amerikanischen Metal-Band Megadeth. Es erschien im November 1994 bei Capitol Records. Auf dem Album setzt die Band den von Midtempo-Metal-Stücken geprägten Kurs des Vorgängers Countdown to Extinction fort und verzichtet nahezu gänzlich auf Thrash und Speed-Elemente, es konnte allerdings dessen kommerziellen Erfolg trotz guter Verkaufszahlen nicht ganz erreichen.

## Entstehung
Nach dem sehr erfolgreichen Album Countdown to Extinction versuchten Megadeth, insbesondere Bandleader Dave Mustaine auf Youthanasia, die „Erfolgsformel“ in Songs mittlerer Geschwindigkeit und weitgehendem Verzicht auf schnelle Elemente und ausgedehnte Solopassagen zu finden. Dies ging so weit, dass Produzent Max Norman mit dem Metronom die Geschwindigkeit der meisten Lieder auf 120 Beats per Minute festlegte, weil er die Theorie vertrat, dass Hits diese Geschwindigkeit haben müssten. Der Entstehungsprozess des Albums wurde auf dem Homevideo Evolver – The Making of Youthanasia festgehalten. Als Singles wurden Train of Consequences und À Tout le Monde ausgekoppelt. MTV weigerte sich jedoch, das Video zu letzterem Song zu spielen. Hintergrund war, dass der Manager der Band hierbei trotz der Warnung Mustaines mit Wayne Isham zusammenarbeitete, auf den der Sender nicht gut zu sprechen war. Letzterer sandte das Video laut Mustaine unter falschem Namen ein, was jedoch bemerkt wurde. 2007 nahm Mustaine für das Album United Abominations eine neue, etwas schnellere Version mit Cristina Scabbia von Lacuna Coil auf.

## Titelliste
1. Reckoning Day – 4:34 (Text: Mustaine, Ellefson. Musik: Mustaine, Friedman)
2. Train of Consequences – 3:31
3. Addicted to Chaos – 5:26
4. À Tout le Monde – 4:28
5. Elysian Fields – 4:03 (Text: Mustaine, Ellefson. Musik: Mustaine)
6. The Killing Road – 3:57
7. Blood of Heroes – 3:57
8. Family Tree – 4:07 (Text: Mustaine. Musik: Mustaine, Ellefson, Menza)
9. Youthanasia – 4:09
10. I Thought I Knew It All – 3:44 (Text: Mustaine. Musik: Mustaine, Friedman, Ellefson, Menza)
11. Black Curtains – 3:44 (Text: Mustaine. Musik: Mustaine, Friedman)
12. Victory – 4:27

Musik und Texte wurden von Dave Mustaine geschrieben, wenn nicht anders angegeben. Die Wiederveröffentlichung von 2004 enthielt die Stücke Millennium of the Blind, New World Order (Demo), Absolution und À Tout le Monde (Demo).

## Rezeption
Trotz des Stilwechsels und der Tatsache, dass die Band die Thrash-Fans zunehmend vor den Kopf stieß erhielt das Album passable bis gute Resonanzen. Stephen Thomas Erlewine von allmusic.com beklagte jedoch das Fehlen experimenteller, progressiver Elemente in der Musik, die bei Vorschlaghammer-Riffs wie bei Train of Consequences jedoch nicht vermisst würden. Er vergab drei von fünf Sternen. Anlässlich der Wiederveröffentlichung lobte Jason Birchmeier die Musik auf dem Album, vor allem Songs wie À Tout le Monde, das zu den besten Stücken der Band zähle. Gute Musik führe allerdings nicht immer zu zufriedenen Fans. Im Rock Hard vergab „Buffo“ Schnädelbach 8,5 von zehn Punkten und nannte Youthanasia ein „gutes Album“, was an Dave Mustaines „ausgezeichnetem Gespür für feine Melodien und gute Riffs“ liege. „Geduld“ mit dem Album sei angesichts der teilweise „anspruchsvollen Songs“ aber nötig.